# Опыт о подлинной символике и философском языке
«Опыт о подлинной символике и философском языке» (англ. An Essay towards a Real Character and a Philosophical Language, 1668) — наиболее известный трактат английского священника и полимата Джона Уилкинса, в котором Уилкинс формулирует свою концепцию создания нового универсального языка, предназначенного, прежде всего, для облегчения общения между учёными разных стран, а также для дипломатов, путешественников, торговцев и других людей, сталкивающихся по роду деятельности с иноязычными. В отличие от многих других концепций плановых языков, концепция Уилкинса предполагала создание международного вспомогательного языка, а не замену существующих естественных языков.
Относительную известность этому сочинению принесло эссе Борхеса из сборника «Новые расследования» (1952).

## Предыстория
Одной из целей, преследовавшихся Уилкинсом, было обеспечение замены латинскому языку, который господствовал в Западной Европе в качестве языка общения учёных на протяжении более тысячи лет. Ян Амос Коменский и многие другие учёные той эпохи критиковали повсеместное использование латыни, и Уилкинс разделял их позицию. О возможности создания лингва франка на математической основе писал английский математик Джон Пелл в 1630 году; сам Уилкинс в своём трактате 1640 года «Меркурий, или тайный и быстрый посланник» также упоминает о возможности разработки некоего универсального «торгового языка».
В трактате Vindiciae academiarum (1654), написанном Уилкинсом совместно с Сетом Уордом, Уорд уже выдвинул схему некоего универсального языка, схожую с концепцией Уилкинса в «Опыте…», хотя и во многом отличающуюся от неё. Уорд, в свою очередь, в разработке схемы универсального языка опирался на идеи последователя Коменского Киприана Киннера, Раймунда Луллия и Георга Ритцеля. Эти идеи оказали влияние на Джорджа Дальгарно, а также Уилкинса.
В 1662 году по рекомендации Совета Королевского общества Уилкинс начал работу над «Опытом…», но во время большого пожара в Лондоне 1666 года рукопись погибла в огне и поэтому трактат увидел свет только в 1668 году.
В написании книги Уилкинсу оказывали помощь Джон Рэй, Фрэнсис Уиллоби и другие, значительное влияние оказал также Джордж Дальгарно. Кроме того, Уилкинс признавал также влияние труда Фрэнсиса Лодвика «Основание, или фундамент для создания нового совершенного языка» (англ. The Ground-Work or Foundation Laid ... for the Framing of a New Perfect Language, 1652).

## Структура
Трактат состоит из пяти частей, в третьей части содержится описание «философской грамматики» (универсальной грамматики), в четвёртой — обсуждение «подлинной символики» и «философского языка», а пятая часть содержит «алфавитный словарь», составленный Уильямом Ллойдом.

## Концепция Уилкинса

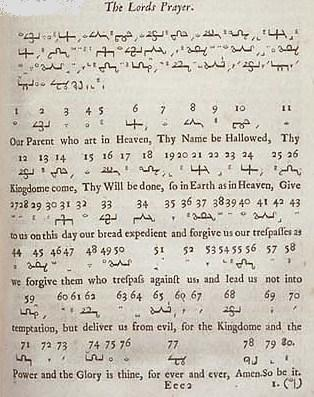
Пример текста на языке Уилкинса из «Опыта…»

«Опыт…» Уилкинса представляет систему символов, соответствующую схеме классификации, разработанной Уилкинсом и его единомышленниками. В основу системы положен принцип пазиграфии Дальгарно, иными словами, система представляла собой набор «строительных блоков», из которых можно построить все возможные вещи и понятия во Вселенной. Предложенная система не имела орфографии, то есть не являлась представлением устной речи. Вместо этого (во всяком случае, в начале трактата) каждый символ представлял собой непосредственное «изображение» какого-либо понятия без фонетического соответствия.
Позже в своём трактате Уилкинс вводит понятие «философский язык», который устанавливает фонетическое наполнение для символов. Впоследствии границы между «символикой» и «языком» Уилкинса становятся всё более размытыми.
Уилкинс делит понятия на сорок основных родов (Genera), каждый из которых обозначается двухбуквенным слогом в начале слова; роды делится на подразделения (Differences), каждое из которых обозначается ещё одной буквой; подразделения, в свою очередь, делятся на виды (Species), которые обозначаются ещё одной, четвёртой буквой. Например, Zi определяет род «зверей» (млекопитающих), Zit обозначает «собак» как разновидность зверей, а Zitα указывает породу собак. (Иногда первая буква указывает на более общее понятие, «суперкатегорию» — например, «Z» всегда указывает на животных — но это не всегда имеет место). Результирующий символ и его обозначение означают семантику понятия.
Трактат Уилкинса также содержал предложения по единицам измерения длины и массы, аналоги которых впоследствии легли в основу метрической системы мер. Трактат был дополнен разделом, посвящённым ботанике, который написал Джон Рэй. Роберт Морисон подверг работу Рэя критике, которая положила начало многолетней полемике между учёными.